# Ligne 2 du métro de Hô Chi Minh-Ville
Pour les articles homonymes, voir Ligne 2.
La ligne 2 est une ligne du réseau métropolitain de Hô Chi Minh-Ville au Viêt Nam, dont la mise en service est prévue pour 2027,,,.

## Parcours
| #  | Gare              | Distance (km) | Connexions | Carte |
| -- | ----------------- | ------------- | ---------- | ----- |
| 1  | Thủ Thiêm         | 0,0           |            |       |
| 2  | Bình Khánh        | 1,2           |            |       |
| 3  | Bệnh viện Quốc Tế | 2,1           |            |       |
| 4  | Cung Thiếu nhi    | 3,1           | M2         |       |
| 5  | Đại lộ vòng cung  | 4,2           |            |       |
| 6  | Hàm Nghi          | 5,3           | T1         |       |
| 7  | Bến Thành         | 5,9           | 1 3a 4     |       |
| 8  | Tao Đàn           | 6,7           |            |       |
| 9  | Dân Chủ           | 8,0           | 3b         |       |
| 10 | Hòa Hưng          | 8,6           |            |       |
| 11 | Lê Thị Riêng      | 9,9           |            |       |
| 12 | Phạm Văn Hai      | 10,6          |            |       |
| 13 | Bảy Hiền          | 11,5          | 5          |       |
| 14 | Nguyễn Hồng Đào   | 12,8          |            |       |
| 15 | Bà Quẹo           | 14,3          | 6          |       |
| 16 | Phạm Văn Bạch     | --            |            |       |
| 17 | Tân Bình          | 16,4          |            |       |
| 18 | Tân Thới Nhất     | 17,2          |            |       |
| 19 | Hưng Thuận        | 18,3          |            |       |
| 20 | Bến xe An Sương   | 19,1          |            |       |
| 21 | Tân Xuân          | --            |            |       |
| 22 | Hóc Môn           | --            |            |       |
| 23 | Tân Thới Nhì      | --            |            |       |
| 24 | Tân Phú Trung     | --            |            |       |
| 25 | Củ Chi            | 48,0          |            |       |